# Pietro Micca (film 1908)
Pietro Micca è un cortometraggio muto del 1908 diretto da Mario Caserini.

## Distribuzione
- Italia: 1908